# Regeringsformatie België 1925
Na de Belgische parlementsverkiezingen van 5 april 1925 ging de formatie van een nieuwe Belgische regering van start. De formatie duurde 70 dagen en leidde tot de vorming van de regering-Poullet. Eerst werd na 35 dagen de regering-Van de Vyvere gevormd, een homogeen katholieke minderheidsregering die bij de vertrouwensstemming in het parlement in de minderheid werd gesteld. Vervolgens duurde het 26 dagen om de regering-Poullet samen te stellen, een coalitie van christendemocratische katholieken en socialisten.

## Verloop van de formatie

### Vorming regering-Van de Vyvere

#### Resultaten van de verkiezingen en raadplegingen van de koning
Bij de parlementsverkiezingen van 5 april 1925 leden de partijen die deel uitmaakten van de regering-Theunis III een nederlaag. De Katholieke Unie van premier Georges Theunis behaalde 38 procent, een verlies van zowat twee procentpunt, en verloor haar positie als grootste partij ten voordele van de socialistische oppositiepartij BWP-POB, die bijna veertig procent van de stemmen behaalde, een stijging van vijf procentpunt. De grote verliezer was de Liberale Partij, de coalitiepartner van de katholieken, haalde bijna vijftien procent van de stemmen en verloor drie procentpunt ten opzichte van de vorige verkiezingen in 1921. Qua zetelaantal in de Kamer van volksvertegenwoordigers behaalden de katholieken en de socialisten elk 78 zetels (de Katholieke Unie verloren twee zetels, de BWP-POB won er tien), de liberalen waren goed voor 23 zetels (-10) en de kleinere partijen, de Vlaams-nationalistische Frontpartij en de communistische KPB-PCB, die haar intrede in het parlement deed, haalden respectievelijk zes (+2) en twee (+2) zetels binnen. In de Senaat rijfden de katholieken 71 zetels (-2) binnen, de socialisten en de liberalen hadden respectievelijk 59 (+7) en 23 (-5) zetels. De katholieken haalden in de Senaat een pak meer zetels binnen dan de socialisten, daar ze meer provinciale en gecoöpteerde senatoren mochten aanduiden. 
Op basis van de kiesuitslag waren drie verschillende tweepartijencoalities mogelijk: een grote coalitie van katholieken en socialisten, een verderzetting van de regering van katholieken en liberalen en een socialistisch-liberale regering. Geen enkele coalitie was echter evident: de liberalen waren na hun grote verkiezingsnederlaag niet geneigd om deel te nemen aan een regering en binnen de Katholieke Unie was er bij de conservatieve Federatie van Katholieke Kringen en Conservatieve Verenigingen heel wat tegenstand tegen een regering met de socialisten, terwijl de christendemocratische vleugel van de partij hier wel voor gewonnen was. Beide vleugels hadden echter beslist om een blok te vormen tijdens de regeringsonderhandelingen. Hierdoor beloofde de regeringsvorming moeilijk te verlopen.
Reeds op verkiezingsdag, nog voor de kiesbureaus werden gesloten, diende premier Georges Theunis bij koning Albert I het ontslag van de regering-Theunis III in. De koning aanvaardde het ontslag en belastte de regering met de afhandeling van de lopende zaken. Na de bekendmaking van de verkiezingsuitslag begon de vorst op 9 april met zijn raadplegingen om een nieuwe regering te vormen en ontving hij parlementsvoorzitters Arnold 't Kint de Roodenbeke (Senaat) en Emile Brunet (Kamer), minister van Binnenlandse Zaken Prosper Poullet (katholiek) en minister van Buitenlandse Zaken Paul Hymans (liberaal). De volgende dag werden de socialistische leider Emile Vandervelde, de gewezen katholieke minister Aloys Van de Vyvere, de liberale minister van Staat Adolphe Max en de voormalige socialistische minister Joseph Wauters op het Paleis ontboden.

#### Formateur Emile Vandervelde (14 april - 24 april 1925)

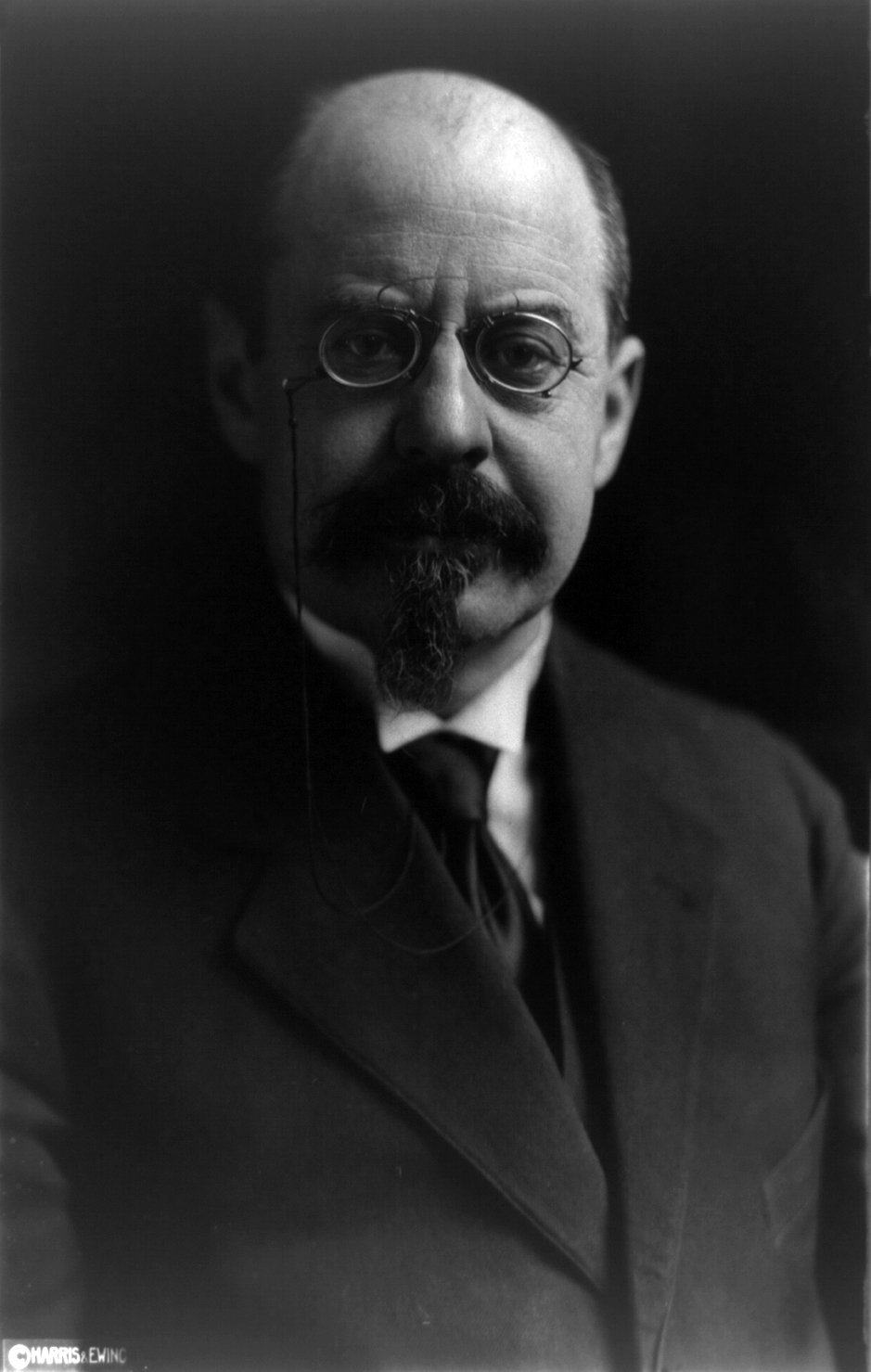
Emile Vandervelde.

Na het Paasweekend vroeg de koning op 14 april aan Emile Vandervelde om als leider van de grootste partij in de Kamer een regering te vormen. Vandervelde hield zijn antwoord in beraad en wilde eerst de Algemene Raad van zijn partij raadplegen. Die gaf hem groen licht om onderhandelingen aan te vatten met vertegenwoordigers van de andere politieke groepen. Vervolgens aanvaardde Vandervelde dezelfde dag nog de opdracht van formateur. De dagen daarna legde Vandervelde zijn voorstellen voor aan een aantal politici, waaronder Frans Van Cauwelaert, de voorzitter van de Katholieke Vlaamsche Kamergroep, de liberale boegbeelden Louis Franck, Fulgence Masson, Charles Magnette en Paul Hymans, de katholieke ministers Paul Tschoffen en Prosper Poullet , de christendemocratische Kamerleden Emile Blavier, Jules Van Caenegem en Hendrik Heyman en de socialistische oud-minister Edward Anseele. Dat programma bevatte volgende punten:
- verdediging van de democratische instellingen, het algemeen stemrecht en de syndicale vrijheden
- streven naar een begroting in evenwicht door een beleid van besparingen en belastingen voor de grote vermogens en door de fiscale fraude tegen te gaan
- behoud van de achturige werkdag
- hervorming van de pensioenen en de sociale zekerheid en uitbreiding van de arbeidswetgeving.
- uitbreiding van het openbaar onderwijs
- dienstplicht verminderen naar zes maanden

Op 18 april kwamen de katholieke fracties van de Kamer en Senaat bijeen om de onderhandelingen met Emile Vandervelde te bespreken. De conservatieve en christendemocratische katholieken bevestigden hun blokvorming in de regeringsonderhandelingen en wezen de voorstellen van de formateur af, waarbij meespeelde dat de katholieken een regering onder leiding van een socialist niet zagen zitten. Niettemin bleven de katholieken wel openstaan voor verdere onderhandelingen met de socialisten. Op 20 april gaf de Algemene Raad van de BWP-POB Vandervelde de toestemming om de onderhandelingen met de liberalen en de katholieken verder te zetten, waarbij een delegatie werd aangesteld die rechtstreekse onderhandelingen met de katholieken en de liberalen moesten aanvatten. Deze delegatie bestond uit Désiré Bouchery, Jules Destrée, Louis de Brouckère, Camille Huysmans, Joseph Van Roosbroeck, Léon Troclet en Joseph Wauters. Dezelfde avond nog begaven delegatieleiders Wauters en Van Roosbroeck zich samen met formateur Vandervelde bij de katholieke fractieleiders Alexandre Braun (Senaat) en François-Xavier De Bue (Kamer) en het liberale boegbeeld Paul-Emile Janson om hen op te dragen de parlementaire fracties van de katholieken en liberalen bijeen te roepen teneinde het voorstel tot rechtstreekse onderhandelingen te onderzoeken. De volgende dag hielden de Kamer- en Senaatsfracties van de Katholieke Unie een vergadering hierover: door de verdeeldheid tussen conservatieven en christendemocraten werd beslist om geen delegatie aan te stellen die rechtstreeks met de socialisten zouden onderhandelen, maar fractieleiders Braun en De Bue kregen de opdracht om de socialistische delegatie te vragen op basis van welk programma ze een regering met de katholieken wensten te vormen. De liberalen bleven dan weer bij hun besluit om zich van regeringsdeelname te onthouden. Op 22 april vond het overleg tussen Braun en De Bue en de socialistische delegatie plaats, waarbij de eerdere voorstellen van Vandervelde opnieuw op tafel werden gelegd. De dag erna herhaalden de katholieke fracties dat ze niet op de voorstellen van Vandervelde wilden ingaan. Dezelfde dag nog kwam een ledencongres van de socialisten bijeen, waar een motie ter stemming werd voorgelegd over de vorming van een homogeen socialistische minderheidsregering. Nadat die werd weggestemd, diende Vandervelde de volgende ochtend zijn ontslag als formateur in.
Na het ontslag van Vandervelde consulteerde de koning het katholieke kopstuk Aloys Van de Vyvere. De volgende dag ontbood de vorst hem opnieuw om hem te vragen om een regering te vormen, maar Van de Vyvere weigerde. Vervolgens hield Albert I een nieuwe consultatieronde: op 25 april ontving hij de katholieke ministers Prosper Poullet en Albéric Ruzette, op 26 april was het de beurt aan de voormalige eerste minister Charles de Broqueville (eveneens katholiek) en op 27 april werden de liberale minister Fulgence Masson en de gewezen katholieke minister Jules Renkin ontboden. Op 28 april werden door de installatie van de nieuw verkozen Kamer en Senaat geen raadplegingen gehouden, de dag daarna werd Paul Segers, de voorzitter van de conservatieve Federatie van Katholieke Kringen en Conservatieve Verenigingen, geraadpleegd.

#### Verkenner Charles de Broqueville (29 april - 3 mei 1925)

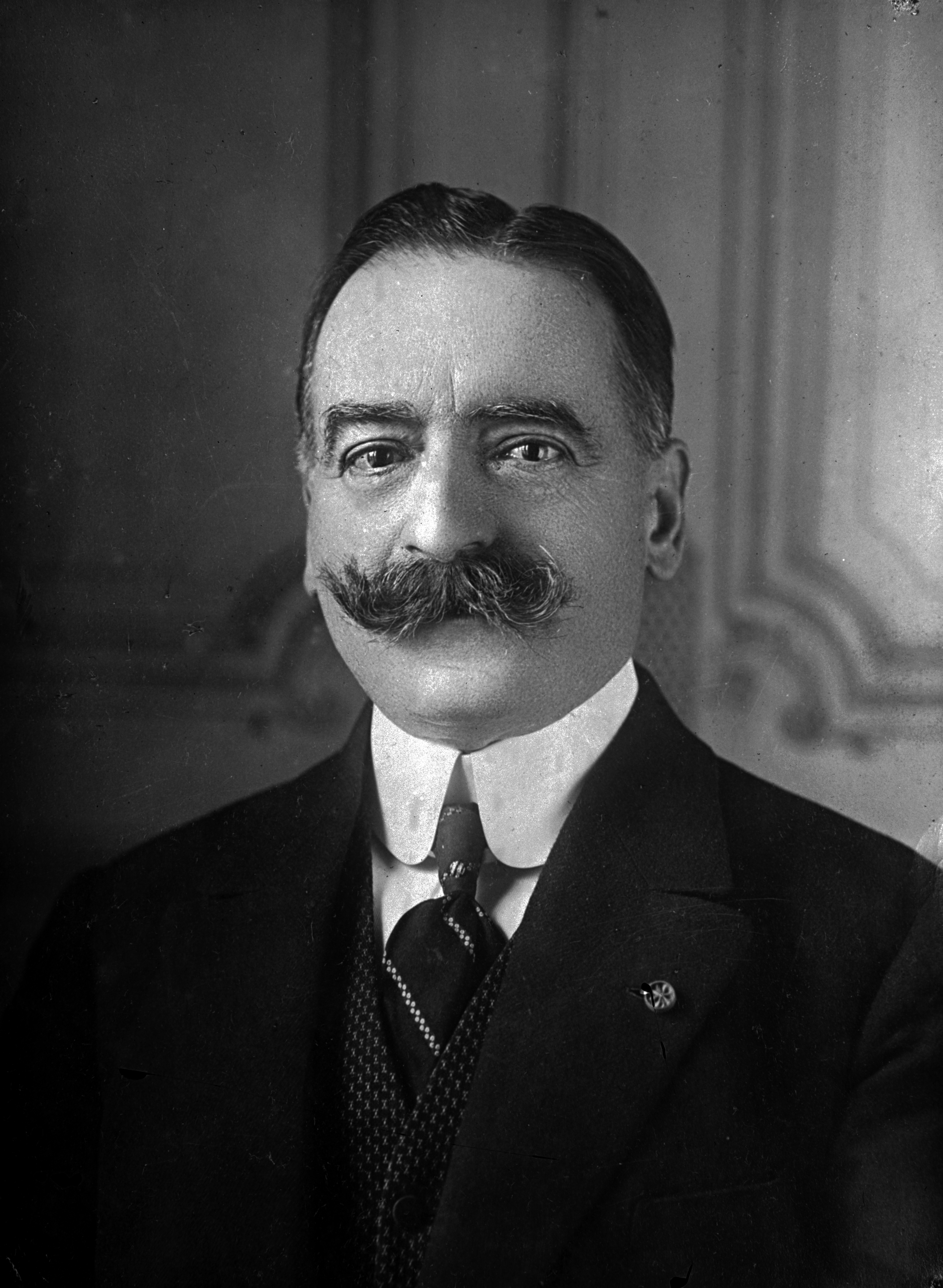
Charles de Broqueville.

Na zijn onderhoud met Paul Segers rondde koning Albert I zijn consultatieronde af en riep hij voormalig premier Charles de Broqueville bij zich om hem een formateursopdracht aan te bieden. De Broqueville hield zijn antwoord in beraad en kreeg de toestemming om eerst te verkennen of hij een regering kon samenstellen op basis van een democratisch programma. Verondersteld werd dat de Broqueville wilde uitzoeken of het mogelijk was om een katholieke regering te vormen aangevuld met liberale extraparlementairen. Om de christendemocratische katholieken tevreden te houden, sloot hij echter niet uit om ook socialistische extraparlementairen aan de regering toe te voegen en voerde hij ook consultaties met socialistische politici. Vanaf 30 april voerde hij besprekingen met onder andere de Kamer- en Senaatsvoorzitter, de socialistische leider Emile Vandervelde, uittredend minister van Kunsten en Wetenschappen Pierre Nolf (extraparlementaire liberaal), senatoren Vincent Volckaert (socialist), Charles Magnette en Emile Digneffe (beiden liberalen), uittredend premier Georges Theunis, de katholieken Prosper Poullet, Frans Van Cauwelaert. en Hendrik Heyman en de socialist Joseph Wauters.
Op 3 mei besloot de Broqueville om zijn formateursopdracht te weigeren. Die dag bracht hij de koning op de hoogte van de besprekingen die hij had gevoerd. Hieruit concludeerde hij dat de regeringsformule die hij voor ogen had niet levensvatbaar was: de liberalen wilden geen medewerking verlenen aan een katholieke regering aangevuld met extraparlementairen, de socialisten stonden vijandig tegenover het programma dat de Broqueville hen voorlegde, waarbij de regering de begroting opgesteld door de katholiek-liberale regering-Theunis III zou doorvoeren, en de christendemocratische katholieken vonden dat de door de Broqueville voorgestelde regeringsformule te veel zou lijken op de door de kiezer afgestrafte regering-Theunis.

#### Formateur Aloys Van de Vyvere (8 mei - 13 mei 1925)
Na enkele dagen politieke stilte werd het katholieke kopstuk Aloys Van de Vyvere op 8 mei belast met de opdracht van formateur. Van de Vyvere besloot een homogeen katholieke minderheidsregering te vormen om de conservatieve en christendemocratische katholieken te verenigen rond een gezamenlijk programma waarin een breed sociaal luik werd opgenomen en begon meteen met besprekingen over de samenstelling van de regering. Op 11 mei zetten de christendemocratische katholieken het licht op groen voor de formule van Van de Vyvere, waardoor de regeringsvorming in een stroomversnelling terechtkwam. Van de Vyvere bood aan verschillende extraparlementairen een ministerportefeuille aan ― Financiën aan Albert-Edouard Janssen, directeur bij de Nationale Bank, Justitie aan Paul Leclercq, advocaat-generaal van het Hof van Cassatie, Spoorwegen, Zeewegen en PTT aan Edmond Foulon, algemeen directeur van de Belgische Spoorwegen, en Kunsten en Wetenschappen aan Louis Wodon, professor aan de ULB ―, maar allen weigerden. Uiteindelijk slaagde hij er op 13 mei in om de koning de samenstelling van de nieuwe regering voor te leggen. De regering telde acht ministers: Aloys Van de Vyvere volgde Georges Theunis op als eerste minister en als minister van Financiën, de uittredende katholieke ministers Prosper Poullet, Albéric Ruzette, Paul Tschoffen, Romain Moyersoen en Henri Carton de  Tournai bleven op de post en de bevoegdheden van de ontslagnemende liberale ministers werden verdeeld over hun katholieke collega's en toegewezen aan twee extraparlementaire ministers, gewezen minister van Kunsten en Wetenschappen Léon Théodor (katholiek) en luitenant-generaal Albert Hellebaut. De volgende dag legden de nieuwe ministers de eed af in handen van de koning. Op 20 mei werd in Kamer en Senaat de regeerverklaring voorgelezen door respectievelijk Aloys van de Vyvere en minister van Justitie Léon Théodor. De speerpunten hiervan waren de volgende:
- de regering zou van tijdelijke duur zijn.
- op begrotingsvlak zou de regering de begroting opgesteld door de regering-Theunis verder uitvoeren.
- op buitenlands gebied werd het beleid van internationale samenwerking en het streven naar vrede voortgezet.
- herziening van de fiscaliteit.
- godsvrede in het onderwijs.
- handhaving en uitbreiding van de sociale wetgeving.
- een studie naar de herinrichting van de duur van de dienstplicht.
- het doorvoeren van de nieuwe taalregeling in het leger.

In het debat over de regeerverklaring gaven Adolphe Max namens de liberalen en Emile Vandervelde namens de socialisten aan dat hun partijen de regering-Van de Vyvere niet zouden steunen, omdat ze geen weerspiegeling was van de uitslag van de verkiezingen. Op 22 mei diende Adolphe Max in de Kamer een motie van wantrouwen in tegen de regering, die met 98 (waaronder de liberalen en de socialisten) tegen 73 (de katholieken) en negen onthoudingen (waaronder de Vlaams-nationalisten) werd aangenomen, hetgeen de val van de regering-Van de Vyvere betekende. Dezelfde dag nog diende Aloys Van de Vyvere het ontslag van de regering in bij de koning, die de regering vervolgens belastte met de afhandeling van de lopende zaken.

### Vorming regering-Poullet

#### Formateur Adolphe Max (23 mei - 28 mei 1925)

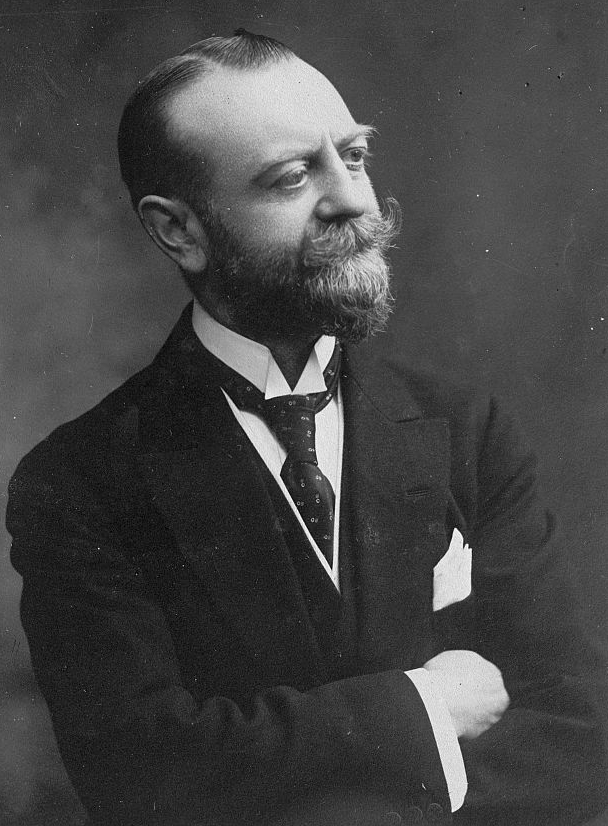
Adolphe Max.

De volgende dag ontbood koning Albert I Adolphe Max op het Paleis en verzocht hij hem om een regering samen te stellen, daar Max door de indiening van de motie van wantrouwen verantwoordelijk was voor de val van de regering-Van de Vyvere. Hoewel zijn partij niet voor regeringsdeelname was gewonnen, aanvaardde Max de opdracht en ondernam hij een poging om een extraparlementair zakenkabinet op de been te brengen. Nadat de Landsraad van de Liberale Partij Max op 24 mei de toestemming gaf om deze piste te onderzoeken, startte Max op 25 mei onderhandelingen op en voerde hij besprekingen met verschillende personen die buiten de politiek stonden. Op 26 en 27 mei schoten de Algemene Raad van de BWP-POB en de katholieke fracties in het parlement de formule van Max af. De dag nadien ging Adolphe Max bij de koning zijn ontslag als formateur aanbieden, na de onmogelijkheid van een extraparlementaire regering te hebben vastgesteld.

#### Verkenner Prosper Poullet (29 mei - 3 juni 1925)

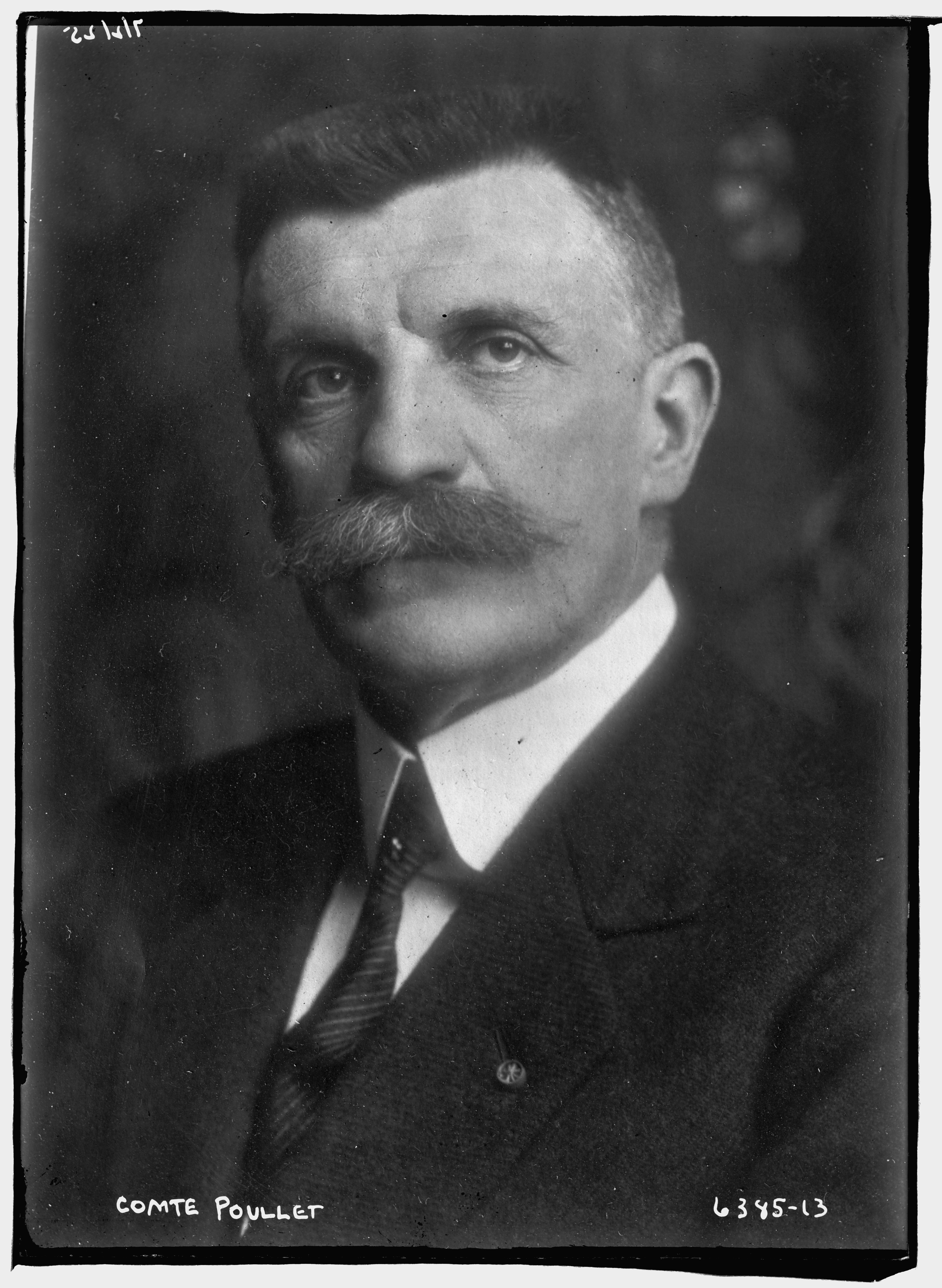
Prosper Poullet.

Ondertussen voerden verschillende katholieke en socialistische kopstukken als Prosper Poullet en Aloys Van de Vyvere enerzijds en Emile Vandervelde, Joseph Wauters en Jules Destrée anderzijds aftastende gesprekken om een samenwerking voor te bereiden. Op 29 mei werd Prosper Poullet door de koning verzocht om die verkennende gesprekken voort te zetten, waarna hij met Joseph Wauters de opstelling van het programma van het nieuwe ministerie besprak. Om de conservatieve katholieken in een coalitie met de socialisten te krijgen betrok Poullet ook de liberalen bij zijn verkenningsgesprekken, om hen uit te nodigen om deel te nemen aan een drieledige regering.

#### Formateur Prosper Poullet (3 juni - 17 juni 1925)
Op 3 juni bracht Poullet bij de koning verslag uit van de verkenningsgesprekken die hij had gevoerd. Omdat die vrij gunstig waren verlopen, besloot hij de opdracht van formateur te aanvaarden om te kijken of het mogelijk was om een akkoord rond een drieledige regering te bereiken. Na de audiëntie maakte hij tijdens een ontmoeting met de pers bekend dat hij aan politici van de Katholieke Unie, de Liberale Partij en de BWP-POB het aanbod zou doen om een regering te vormen rond een programma dat naar een begrotingsevenwicht zou streven en democratische hervormingen zou doorvoeren. De volgende dag startte Poullet met zijn onderhandelingen en voerde hij besprekingen met de katholieken Aloys Van de Vyvere, Paul Tschoffen, Hendrik Heyman en Henri Carton de Tournai, de socialisten Emile Vandervelde en Joseph Wauters, de liberaal Paul Hymans en Albert-Edouard Janssen, directeur bij de Nationale Bank. Dezelfde dag nog beslisten de liberalen in een vergadering van de Landsraad van hun partij echter opnieuw om niet toe te treden tot een regering en niet meer deel te nemen aan de formatiegesprekken die Poullet voerde. Hierdoor bleef een katholiek-socialistische regering als enige optie over.
De volgende dag kwamen de katholieke fracties van de Kamer en Senaat bijeen om zich te buigen over deze piste. 73 leden stemden voor een coalitie tussen katholieken en socialisten, 43 leden, vooral conservatieve katholieken, waren tegen en er waren zeven onthoudingen. De meerderheid bevestigde dus het vertrouwen in Poullets pogingen om een regering op de been te brengen, waarna hij zijn opdracht kon voortzetten. De dag daarna zette ook een congres van de socialisten het licht op groen voor een katholiek-socialistische regering en werd eveneens vastgelegd wie de vijf ministerposten zou bekleden die de socialisten van Poullet aangeboden hadden gekregen. Hiervoor werden Emile Vandervelde (Buitenlandse Zaken), Joseph Wauters (Arbeid en Nijverheid), Edward Anseele (Spoorwegen en PTT), Alfred Laboulle (Binnenlandse Zaken) en Camille Huysmans (Kunsten en Wetenschappen) aangeduid. Op 8 juni kondigde Poullet aan dat hij ook voor vier andere portefeuilles ministers had gevonden: naast Poullet, die het premierschap en de portefeuille Economie op zich nam, gingen ook de katholieken Paul Tschoffen (Justitie) en Pierre de Liedekerke de Pailhe (Landbouw en Openbare Werken) en de onafhankelijke Albert-Edouard Janssen (Financiën) deel uitmaken van de regering. Alleen voor de departementen Landsverdediging en Koloniën moest nog een titularis worden gevonden. Deze bevoegdheden wilde Poullet graag toewijzen aan de liberaalgezinde generaal Prosper Kestens en de conservatieve katholiek Henri Carton de Tournai, maar beiden aarzelden om in de regering te stappen en hielden hun antwoord in beraad. Op 11 juni zegde Kestens zijn medewerking aan de regering toe. 
Diezelfde dag veroordeelde de Federatie van Katholieke Kringen en Conservatieve Verenigingen in scherpe bewoordingen de samenwerking van de katholieken en socialisten en besloot de conservatieve afdeling van de Katholieke Unie in de oppositie te gaan. Als gevolg hiervan trokken Pierre de Liedekerke de Pailhe en Henri Carton de Tournai hun medewerking aan de regering in. Op 12 juni liet Poullet de katholieke fracties opnieuw bijeenkomen om hen te vragen of ze nog vertrouwen hadden in de manier waarop hij de onderhandelingen voerde. 63 leden stemden voor, 62 tegen en er waren zes onthoudingen. De meerderheid van de katholieke Kamerleden bleef Poullet steunen, terwijl de meerderheid van de katholieken senatoren het vertrouwen in hem opzegde. De formateur beschouwde dit als een motie van wantrouwen en vroeg daarom aan de koning om zich van zijn formatieopdracht te ontheffen.
Nadat Poullet zijn ontslag had aangeboden, ontving de koning op 13 juni 1925 ontslagnemend premier Aloys Van de Vyvere, de socialistische leider Emile Vandervelde en de liberale minister van Staat Fulgence Masson om een oplossing te vinden voor de politieke crisis.  Twee dagen later begon Van de Vyvere onderhandelingen om de piste van een drieledige regering nieuw leven in te blazen. Hierbij voerde hij besprekingen met Emile Vandervelde, de katholieke senator Edouard Du Bost, Fulgence Masson en Adolphe Max. Dezelfde dag nog overtuigde Van de Vyvere Prosper Poullet om zijn formatieopdracht opnieuw op te nemen. Edouard Du Bost wist samen met de katholieke fractieleiders Alexandre Braun en François-Xavier De Bue de katholieke parlementsleden van het arrondissement Brussel zover te krijgen om in te stemmen met deelname aan een drieledige regering, op voorwaarde dat Van de Vyvere in de regering zou stappen. Van de Vyvere ging hiermee akkoord en besloot de bevoegdheid Landbouw op zich te nemen. De liberalen hielden een dag later echter vast aan hun beslissing om in de oppositie te gaan, maar waren wel bereid om de opname van twee extraparlementaire liberalen in de regering te aanvaarden, die evenwel niet werden beschouwd als vertegenwoordigers van de liberalen in de regering. Deze extraparlementairen waren generaal Prosper Kestens en hoogleraar Edouard Rolin Jacquemyns, die respectievelijk minister van Landsverdediging en minister van Binnenlandse Zaken werden. De socialist Alfred Laboulle moest de bevoegdheid Binnenlandse Zaken dus afstaan en kreeg in ruil de bevoegdheid Openbare Werken, wat bij de socialisten in eerste instantie tot bezwaar leidde. Op 17 juni stemde de socialistische Landsraad alsnog in met de vernieuwde bevoegdheidsverdeling in de regering. Nadat Poullet Henri Carton de Tournai kon overhalen om minister van Koloniën te worden, was de regering volledig samengesteld en legde Poullet aan de koning de lijst van de 12 ministers van de regering-Poullet voor. De volgende dag legden de nieuwe ministers in de regering de eed af in handen van de koning.
Op 23 juni werd in Kamer en Senaat de regeerverklaring voorgelezen door respectievelijk Prosper Poullet en Emile Vandervelde. De cruciale onderdelen hiervan waren de volgende:
- uitbreiding van de sociale wetgeving
- voortzetting van het buitenlands beleid van internationale samenwerking en het streven naar vrede
- streven naar een begroting van evenwicht, waarbij nieuwe belastingen niet werden uitgesloten
- verstrenging van het fiscaal beleid
- een strenger economisch beleid om de financiële crisis tegen te gaan
- er kwam een onderzoek om het leger te hervormen en de duur van de dienstplicht te herbekijken
- godsvrede op het vlak van onderwijs
- een oplossing zoeken voor de taalstrijd in België

De liberalen en de conservatieve katholieken verzetten zich in het debat over de regeerverklaring tegen het regeerakkoord. Op 1 juli 1925 werd in de Kamer de vertrouwensstemming over de regering-Poullet gehouden: alle socialisten stemden voor en bij de katholieken gaven de Vlaamse en christendemocratische katholieken het vertrouwen aan de regering. De liberalen, de Vlaams-nationalisten, de communisten en elf conservatieve katholieken stemden tegen de regeerverklaring en twaalf andere conservatieve katholieken onthielden zich, waaronder de Franstalige verkozenen in het arrondissement Brussel. Op 13 juli volgde de vertrouwensstemming in de Senaat: alle socialisten en christendemocratische katholieken stemden voor, de liberalen en zeven conservatieve katholieken stemden tegen en zestien conservatieve katholieken onthielden zich.
1919 · 1920 · 1921 · 1923 · 1924 · 1925 · 1926 · 1927 · 1929 · 1931 · mei 1932 · okt. 1932 · dec. 1932 · jun. 1934 · nov. 1934 · 1935 · 1936 · 1937 · 1938 ·  feb. 1939 · apr. 1939 · 1940 · 1944 · 1945 · feb-mrt 1946 · jul-aug 1946 · 1947 · 1948 · 1949 · jun 1950 · aug 1950 · 1952 · 1954 · jun. 1958 · nov. 1958 · 1961 · 1965 · 1966 · 1968 · 1971/72  · 1972/73 · 1974 · 1977 · 1978 · 1978/79 · apr.-mei 1980 · okt. 1980 · apr. 1981 · nov.-dec. 1981 · 1985 · oktober 1987 · 1987/88 · 1991/92 · 1995 · 1999 · 2003 · 2007 · 2008 · 2010/11 · 2014 · 2019/20 · 2024/25